# Malaysia Airlines

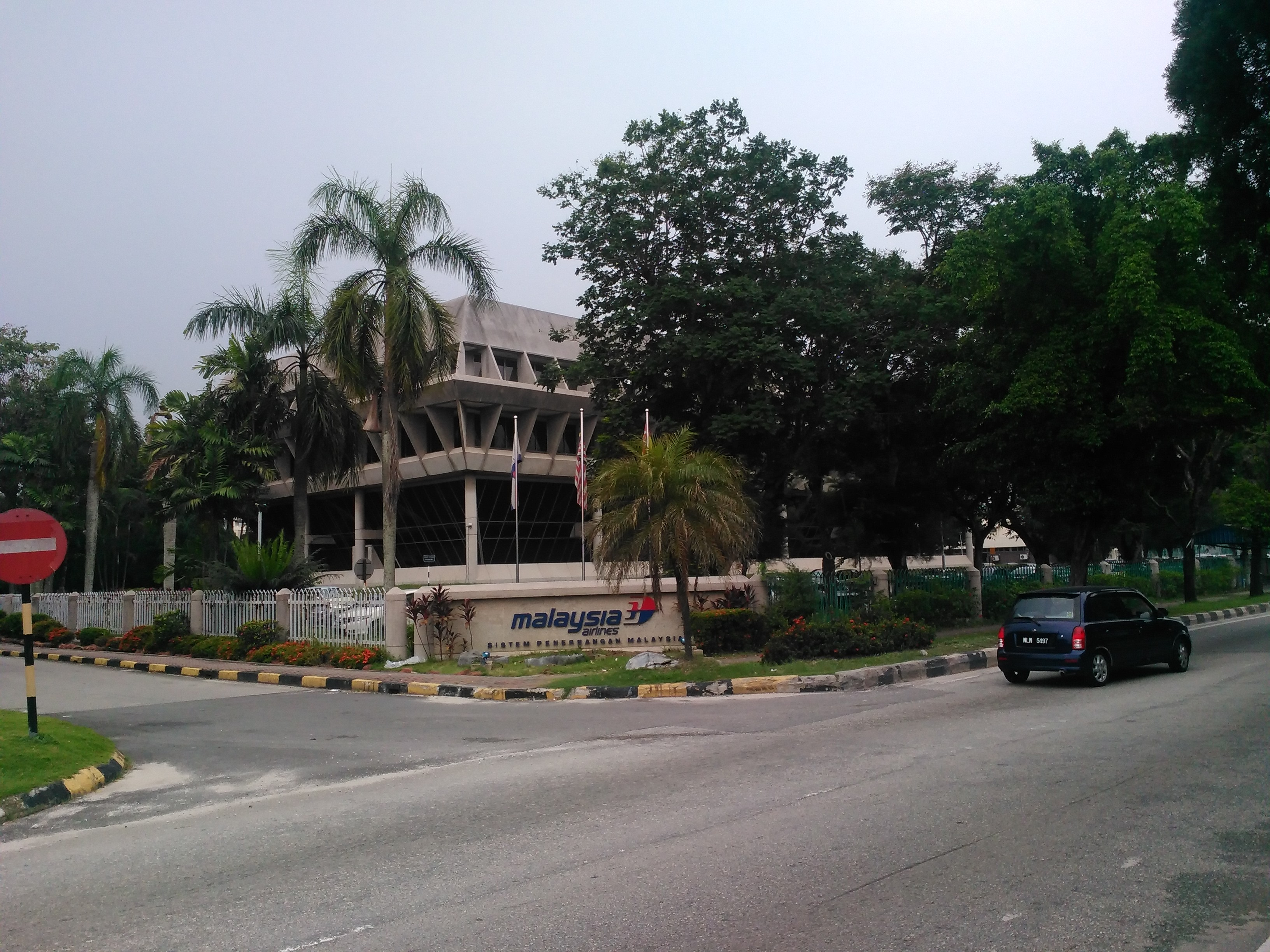
Het MAS Hoofdkantoor: Complex A

Malaysia Airlines (Maleis: Sistem Penerbangan Malaysia) is de nationale luchtvaartmaatschappij van Maleisië.

## Geschiedenis
Malaysian Airlines is opgericht in 1971 om de vluchten in Malaysia uit te voeren voor Malaysian Singapore Airlines. Van 1971 tot 1987 werd de naam Malaysian Airline System gevoerd.
In mei 2015 werd een grote reorganisatie van Malaysia Airlines aangekondigd. De maatschappij kampt met grote verliezen door de felle concurrentie in de regio en twee incidenten met vliegtuigen (MH370 en MH17). Het bedrijf wordt volledig gereorganiseerd en krijgt een nieuwe naam, Malaysia Airlines Berhad (MAB). MAB gaat zich vooral richten op regionale vluchten en naar verwachting verliest ongeveer een derde van de 20.000 werknemers zijn baan bij de reorganisatie. Tijdens de reorganisatie gaat het bedrijf gewoon door, maar op 1 september neemt de nieuwe maatschappij alles over.

## Dochterondernemingen

### Firefly
Firefly heeft de luchthaven van Penang als thuisbasis en is opgezet volgens de typische basisprincipes van een budgetmaatschappij.

### MASwings
In juni 2007 werd MASwings gevormd om de binnenlandse vluchten uit te voeren.

### MASkargo
MASkargo is een vrachtafdeling van Malaysia Airlines en gevestigd op Kuala Lumpur International Airport in het zogeheten 'Advaced Cargo Center'.

## Vloot
Sinds 2012 heeft Malaysia Airlines A380 toestellen toegevoegd aan haar vloot. Op de route Londen – Kuala Lumpur wordt nu twee keer per dag een A380 ingezet voor de ochtend- en avondvlucht. Per 1 maart 2013 is er tevens een A380 ingezet op de route Parijs – Kuala Lumpur.
De vloot van Malaysia Airlines bestaat in juli 2014 uit de volgende 93 toestellen:

## Ongevallen in 2014
Op 8 maart 2014 vloog een Boeing 777-200ER met 227 passagiers en 12 bemanningsleden van Kuala Lumpur naar Peking. Om 02.40 uur lokale tijd, na ongeveer 190 km, verdween het vliegtuig van de (secundaire) radar, ongeveer 250 km ten zuiden van Vietnam. Er werden geen noodsignalen ontvangen. Vermoedelijk is het vliegtuig na een koerswijziging in de Indische Oceaan terechtgekomen. 
Op 17 juli 2014 stortte een Boeing 777-200ER met 283 passagiers en 15 bemanningsleden van Amsterdam naar Kuala Lumpur neer in de buurt van het Oekraïense Donetsk. Uit onderzoek door de Onderzoeksraad voor veiligheid is gebleken dat het toestel door een BUK- raketsysteem is neergehaald boven een door separatisten gecontroleerd gebied. Onder de passagiers bevonden zich 196 Nederlanders en 4 Belgen.